# Commissaris (Nederlandse politie)

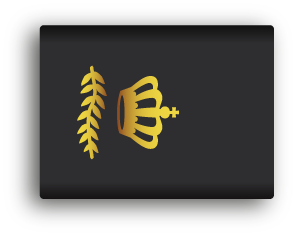
Rangonderscheidingsteken van een commissaris

Commissaris is een rang bij de Nederlandse politie, deze rang zit tussen hoofdinspecteur en hoofdcommissaris. Een commissaris kan werkzaam zijn bij verschillende onderdelen van de politie en vervult vrijwel altijd een leidinggevende functie. Bij de meeste districten van de politie heeft de districtschef de rang van commissaris. In sommige gevallen hebben medewerkers op specialistische functies, bijvoorbeeld in beleidsfuncties, ook de rang van commissaris zonder dat ze een leidinggevende rol hebben. De beleidsfuncties worden vaak op regionaal niveau uitgevoerd.